# 西島顕人
西島 顕人（にしじま けんと、1990年6月11日 - ）は日本の俳優。T.M.Lab~株式会社vif所属。身長177cm。

## 人物
- 特技はフットサル・サッカー（横須賀選抜）・野球・ダンス（Hip Hop）。
- 小型フォークリフト免許を保有。

## 出演

### 舞台
- D-BOYSステージ Vol.2　ラストゲーム（2008年6月 - 7月、青山劇場 / イオン化粧品シアターBRAVA！）
- 新宿ミッドナイトベイビー（2009年7月、新宿シアターサンモール）
- 劇団夜想会アトリエ公演　ミュージカル誠 That's 新撰組〜志士たちの遺言〜（2011年1月、六本木アトリエフォンティーヌ） - 沖田総司 役
- 俺は、君のためにこそ 死ににいく（2011年4月、紀伊國屋ホール） - 坂東勝次 役
- ミュージカル・テニスの王子様2ndシーズン（2011年- ） - 滝萩之介 役
  - 青学 VS 氷帝（2011年7月 - 9月、JCBホール ほか）
  - Dream Live 2011（2011年11月、神戸ワールド記念ホール / 横浜アリーナ）
  - 青学 VS 六角 （2011年12月 - 2012年2月、日本青年館 ほか）
  - 春の大運動会 2012（2012年5月、有明コロシアム）
  - コンサート SEIGAKU Farewell Party（2012年10月、TOKYO DOME CITY HALL）- ゲスト出演
  - DREAM LIVE 2013（2013年4月-5月、横浜アリーナ / 神戸ワールド記念ホール）
  - 全国大会 青学 VS 氷帝（2013年7月 - 9月、TOKYO DOME CITY HALL ほか）
  - 春の大運動会 2014（2014年4月、横浜アリーナ）
  - DREAM LIVE 2014（2014年11月、神戸ワールド記念ホール / さいたまスーパーアリーナ）
- ミュージカル誠〜とびだせ新選組〜（2012年3月、俳優座劇場） - 沖田総司 役
- 男子ing!!（2012年3月 - 4月、新宿SPACE107）- 近藤 役
- 劇団CORNFLAKES第8回公演　体感季節（2012年5月、中目黒キンケロシアター）- 三島楠人 役
- 舞台VitaminZ（2012年8月、前進座劇場） - 方丈慧 役
- TUFF STUFF　ウォルター・ミティにさよなら（再演）（2012年10月 - 11月、サンリオピューロランド内ディスカバリーシアター / 横浜相鉄本多劇場） - 山崎裕二 役
- MT工房　The ghost≠You-Re:i（2012年11月、シアターサンモール） - 寺尾学 役
- 不消者（けされず）第18回公演　冬の鼠（2013年2月 - 3月、中目黒キンケロシアター） - 永橋健二 役
- 男子ing!!（2013年3月、俳優座劇場） - 近藤 役
- PONKOTSU-BARON project　オズからの招待状（2014年3月、紀伊国屋サザンシアター） - タケ 役
- BROTHERS CONFLICTシリーズ  - 朝日奈椿 役
  - -BROTHERS ON STAGE!-（2014年6月、シアターサンモール）
  - -BROTHERS ON STAGE! 2-（2015年3月、紀伊国屋サザンシアター）
  - -BROTHERS ON STAGE!再演-（2015年4月、シアターサンモール / 松下IMPホール）
  - -BROTHERS ON STAGE! 3- THE FINAL（2016年7月、全労済ホール スペース・ゼロ / 松下IMPホール）
- 劇団TEAM-ODAC第14回本公演　ぶっ壊したい世界（2014年7月、紀伊國屋ホール） - 塩見賢治 役
- ponkotsubaron 第2弾 回転する夜（2016年1月）

### 映画
- ソラから来た転校生（2013年春） - 音無和人（ミュート） 役

### ドラマ
- 男子ing!!（2012年9月-2013年2月、TOKYO MX）- 近藤 役

### テレビ
- 「テストの花道」花道の先輩ドキュメント（NHK Eテレ）
- 「チェックタイム」イケメンSELECTION ぶっかけ男子（TOKYO MX）

### CM
- クレアラシル